# Cypraeovula algoensis
Espèce
Cypraeovula algoensis est une espèce de mollusque gastéropode de la famille des Cypraeidae. Cette porcelaine doit son nom à la baie d'Algoa[réf. nécessaire] en Afrique du Sud.

## Liste de sous-espèces et variétés

### Sous-espèces
- Cypraeovula algoensis algoensis (Gray, 1825)
- Cypraeovula algoensis permarginata Lorenz, 1989.
- Cypraeovula algoensis sanfrancisca  Chiapponi, 1999

### Variétés
- Cypraea algoensis f. bettyensis Lorenz, 2002.